# 遼陽慈氏
遼陽慈氏（ヨヤンジャし、朝鮮語: 요양자씨）は、朝鮮の氏族の一つ。本貫は中華人民共和国遼寧省遼陽市である。2015年の調査では、55人である。
始祖は、中国荊州出身の慈好祥である。慈好祥は1557年にモンゴルとの戦争で戦死したが、その息子の慈弘善が遼陽に移住した。その後、弘善は息子の慈慶輔、慈順直、慈順熙、慈慶祖と共に戦乱を避けて咸鏡道吉州郡に再移住し、以前暮らしていた遼陽を本貫にして遼陽慈氏を創始した。